# Litifiering
Litifiering är en geologisk term som betyder förstening och innebär omvandling av ett sediment eller en jordart till en mer eller mindre hård och fast bergart.